# Terroristlagen
Terroristlagen är en svensk lag från 1973.

## Bakgrund
I efterdyningarna av flygkapningen på Bulltofta 1972, där kroatiska högerextremister från gruppen Ustaša genomförde den hittills enda flygkapningen i Sverige, såg svenska regeringen det nödvändigt att skynda på den kommission som skulle undersöka vilka åtgärder som behövdes för att förebygga politiska våldsdåd med internationell anknytning. Kommissionen hade satts samman efter mordet på den Jugoslaviska ambassadören Vladimir Rolović under Beskjutningen av den jugoslaviska ambassaden i Stockholm 1971.
Kommissionen lämnade i december 1972 över ett lagförslag till riksdagen som kom att kallas Terroristlagen. Lagen antogs i april 1973.
Lagen fick mycket kritik från början, då den frångick principen att en person måste vara skäligen misstänkt för brott innan staten får sätta in tvångsmedel, så som hemlig telefonavlyssning. Den ansågs därför också vara diskriminerande mot utländska medborgare.
1975 lämnades ett förslag från regeringen att lagen skulle delas upp i två delar, en permanent och en tidsbestämd. Detta förslag antogs av riksdagen och de permanenta bestämmelserna, som gällde avvisning och utvisning m.m. infördes i utlänningslagen och de tidsbestämda bestämmelserna infördes i spaningslagen.
I eftermälet av flygkapningen på Bulltofta har även flera utredningar gjorts angående konstitutionell nödrätt, då justitieminister Lennart Geijer frångick grundlagen och själv var på plats och förhandlade med kaparna.